# Marc Valeri Messal·la Messal·lí
Marc Valeri Messal·la Messal·lí (en llatí Marcus Valerius Messalla Messallinus) va ser un magistrat romà. Era fill del famós polític i orador Marc Valeri Messal·la Corví. Formava part de la gens Valèria i de la família dels Messal·la. Va ser cònsol l'any 3 juntament amb Luci Corneli Lèntul.
Messal·la Messal·lí formava part del consell de l'emperador Tiberi, al que havia jurat lleialtat de molt jove. També va jurar davant de dues estàtues d'or situades en dos temples diferents, durant la celebració a Roma dels triomfs que es van fer en memòria de Germànic durant el regnat de Tiberi. Es va casar amb la neboda d'August, Clàudia Marcel·la la Menor, que va ser la seva segona esposa, i ell, el segon marit d'ella.
Van tenir un fill, Marc Valeri Messal·la Barbat Messal·lí, pare de Marc Valeri Messal·la Corví, que va ser cònsol l'any 58, i una filla, Valèria Messalina la tercera esposa de l'emperador Claudi.